# 美琪剧院
美琪剧院（Majestic Theatre）是美国纽约市曼哈顿西44街的一座百老汇剧院。它在1927年开业，到现在已经成为纽约市地标。它是一座大型剧院，有1,681个席位，自创办以来，在这里上演了《歌劇魅影》 等不少重要作品。